# Clarin (Misamis Occidental)
Clarin ist eine philippinische Stadtgemeinde in der Provinz Misamis Occidental. Sie hat 37.548 Einwohner (Zensus 1. August 2015).

## Baranggays
Clarin ist politisch in 29 Baranggays unterteilt.
| - Bernad - Bito-on - Cabunga-an - Canibungan Daku - Canibungan Putol - Canipacan - Dalingap - Dela Paz - Dolores - Gata Daku - Gata Diot - Guba (Ozamis) - Kinangay Norte - Kinangay Sur - Lapasan | - Lupagan - Malibangcao - Masabud - Mialen - Pan-ay - Penacio - Poblacion I - Poblacion II - Poblacion III - Poblacion IV - Segatic Daku - Segatic Diot - Sebasi - Tinacla-an |

## Söhne und Töchter
- Jesus Tuquib (1930–2019), römisch-katholischer Erzbischof von Cagayan de Oro